# Aeroportul Teslin
Aeroportul Teslin (IATA: YZW, ICAO: CYZW) este un aeroport din Yukon, Canada.
Situat la o altitudine de 705 m, aeroportul dispune de o singură pistă.